# 山岡晃
山岡 晃（やまおか あきら、1968年2月6日 - ）は、作曲家、音響監督、ゲームデザイナー。ゲームミュージックを主に担当し、サイレントヒルシリーズの音楽制作で知られる。新潟県新潟市出身。妻はドラマーのむらたたむ。

## 概要

### ゲーム作曲家としての来歴
専門学校を卒業後フリーとして活動したあと、1993年にコナミコンピュータエンタテインメント東京（KCE東京・KCET・コナミTYO、後に吸収合併によりコナミ株式会社）に入社。1999年、社内でのホラーゲームプロジェクトにコンポーザーとして立候補し、それ以降在籍時のサイレントヒルシリーズの音楽を担当することとなった。サイレントヒルシリーズの楽曲は国内外を問わず評価を得ており、特にサイレントヒル2のメインテーマである「Theme of Laura」は特に国外での評価が高く、海外ではオーケストラを率いて楽曲を演奏することがしばしばある。また、サイレントヒル3、サイレントヒル4ではプロデューサーも並行して務めた。
日本においては、BEMANIシリーズでの作風・コメントなどがクローズアップされることが多い。楽曲はテクノ・トランスからポップ、ロックまで幅広く、強烈な個性の歌詞をもつ、いわゆる電波ソングの作者として注目をあつめることが多い。beatmania IIDXのライブイベントにも複数回出演し、「BEMANIアーティスト」の一人として、ソロアルバム「iFUTURELIST」をリリースするなど精力的に活動していた。
2009年、コナミ退職を発表。その年末には須田剛一率いるグラスホッパー・マニファクチュアへの加入が発表された。以降、コンスタントに須田剛一作品に楽曲を提供している。
2018年、グラスホッパー・マニファクチュアの分社化によりスーパートリック・ゲームズへ移籍。同社取締役員に就任。

### その他の来歴
学生時代はニューウェーブ音楽に傾倒する。この時の親友が木村貴志（t-kimura）である。再会後には互いのプロジェクトにリミックス楽曲を提供したり、雑誌にて対談を行ったりなど、コラボレーションの機会は増えており、2014年3月にはニューウエーブ・ニューロマンティックの代表的なバンドであるヴィサージの来日公演に合わせてバンドを組むことが発表された。
シンセサイザーに対する造詣も深く、DTMマガジンにおいて新製品のレビュー記事の執筆、デモ曲制作などを提供ののち、連載記事（「バッティングセンターたかしのピッチングコーチ」→「BARフューチャリスト」）を持つに至る。
サイレントヒルシリーズでの実績から、映画『サイレントヒル』では製作総指揮を、映画『サイレントヒル リベレーション3D』では音楽制作（ジェフ・ダナとの共作）を担当した。
2011年の東北地方太平洋沖地震発生時には国内外のゲーム音楽家を集め、チャリティーアルバム「Play For Japan: The Album」を制作した。
ガンホー・オンライン・エンターテイメント（グラスホッパー・マニファクチュアは2013年からガンホーグループ）が一社提供したドラマ「東京トイボックス」「大東京トイボックス」の音楽制作を担当するなど、その活動はすでにゲームの範疇を超えている。近年ではさらに作曲の枠を越えた活動を行っており、コナミ在籍時の2009年に「名探偵の掟」で音楽監修を担当。2013年公開の「サカサマのパテマ」では音響監督を務めた。
2011年11月15日、 グラスホッパー・マニファクチュアとディー・エヌ・エーが共同出資により株式会社グラスホッパー・ユニバースを設立。取締役に就任。2013年に取締役を退任。

## 音楽的特徴と影響
どのようなアーティストの影響を受けているかという質問に対し、山岡はトレント・レズナーが「パフォーマンスに関しても音楽性に関しても、主要なインスピレーションとなっています」と答えている。他にはアンジェロ・バダラメンティ(デヴィッド・リンチと組んでサウンドトラックの仕事をしたことで著名)やメタリカ、デペッシュ・モードからの影響もあるという。
Tokyo Art Collegeで学んだことが仕事に生きているか、と問われて、彼はこう答えている。「当時、ジャパンのミック・カーンやヴィサージのスティーヴ・ストレンジ、他にも多くのミュージシャンがアートや音楽に関しての考えを自分たちの新しいスタイルと組み合わせていました。その点では本当に影響を受けましたね。なので、曲を書く時は、アートと音楽の組み合わせを考えるようにしています。」また、18世紀に隆盛を誇ったバロック音楽からの影響についても語っている。
また、あるファンからのお便りコーナーでは「「ゴス系」、主にKILLING JOKEやALIEN SEX FIENDの暗黒感。哀愁感で言えば、VISAGE,ULTRAVOXの核をなしていたMIDGE UREや、映画で言えばエンニオ・モリコーネ。深い空気感はVANGELIS,GEORGE WINSTON。高揚感はDAF,NITTER EBB,KLAUS NOMIなどジャーマン系のサウンド……等、後で気づけば空気の様に入ってくる、これらサウンドの影響は私にとって大きいと感じてます。 」と答えている。
お気に入りの曲として、D.A.F.の「Der Mussolini」、クレイグ・アームストロングの「Amber」、アン・ダドリーの「Moments In Love」、ヴィサージの「Moon Over Moscow」、エンニオ・モリコーネの「The Ecstasy of Gold」をあげている。

## 作品

### ゲーム楽曲
代表的なものを挙げる。BEMANIシリーズは下記「BEMANIシリーズでの楽曲」を参照。
- サイレントヒルシリーズ
- ウイニングイレブンシリーズ
- ランブルローズシリーズ
- 真魂斗羅（藤森崇多との共作）
- グラディウスIII&IV（家庭用専用部分の楽曲）
- シャドウ・オブ・ザ・ダムド
- ロリポップ・チェーンソー
- LET IT DIE
- 野狗子: Slitterhead

### BEMANIシリーズでの楽曲
記載のないものはAKIRA YAMAOKA名義。
beatmania IIDX
- 250bpm
- DIAMOND JEALOUSY
- LOVE WILL…(riewo名義)
- minimalian(DETROIAN名義)
- RISLIM(ric名義)
- in my eyes(ric名義)
- BRING HER DOWN
- i feel ...
- Love Me Do
- bit mania
- DANCER(DE VOL名義)
- ライオン好き
- 昭和企業戦士荒山課長
- SPACE FIGHT
- システムロマンス(ヒロシ＆チー子名義)
- awakening
- INJECTION OF LOVE(新谷あきら名義)
- EMPTY OF THE SKY
- tant pis pour toi
- iFUTURELIST
- Heavenly Sun(IIDX VERSION)
- Play back hate you
- ヨシダさん
- SHIFT
- マチ子の唄
- アタックNO.3(IDEA NOTE)
- 山岡晃の「クイズ!家事都合!」(AKIRA YAMAOKA feat.喜屋武ちあき名義)
- フェティッシュペイパ ～脇の汗回転ガール～ (ガキ大将ティーム名義)
  - DJ Yoshitakaとの合作

Dance Dance Revolution
- LOVE THIS FEELIN'(Chang Ma名義)
  - ギターフリークス楽曲のU1-Asamiによるリミックス
- Your Rain -RAGE MIX-(AKIRA YAMAOKA feat. Mary Elizabeth McGlynn名義)
  - Silent Hill楽曲のリミックス
- You're Not Here(Heather名義)
  - Silent Hill楽曲のリミックス
- INJECTION OF LOVE(e)
  - IIDX楽曲の英語版。海外版DDRではインストゥルメンタル版の(HINA MIX)が収録されている。
- INSIDE YOUR HEART
- I will Survive(AKIRA feat. Daline名義)
  - グロリア・ゲイナーのカバー
- Oops!... I Did It Again(AKIRA feat. Susan Z名義)
  - ブリトニー・スピアーズのカバー
- iFUTURELIST(DDR VERSION)
- Waverer (Slide Mix)
  - 海外版Ultramixシリーズ用SongPack配信曲

pop'n music
- 流星☆ハニー(新谷あきら名義)
- エイプリルフールの唄
- ワンダーアイランド(T.sakisaka with ME名義)
- popdod
- QUICK RESULT
- BI-BUN-SEKI-BUn(中央値算出チーム名義)
- わたしのパパはのうむだいじん(秋山巴美とパパドンドン名義)
- 踊る埴輪(響レイ奈＆AKIRA YAMAOKA名義)

GUITARFREAKS&drummania
- POWERDUNKER2000X
- LOVE THIS FEELIN'

jubeat
- Silent Scream(Akira Yamaoka, Mary Elizabeth McGlynn名義)
  - 映画サイレントヒル: リベレーション3Dの劇中歌。日本公開記念として期間限定で収録。

AKIRA YAMAOKAアルバム『iFUTURELIST』のみに収録
- The policy of the iFUTURELIST Party
- Maria
- Adjust Rain
- 狂った季節
- ライオンはともだち
- Heavenly Sun（Collaborated with a fan）
- 昭和企業戦士荒山課長 LOLITA ON BREAKS MIX
- SYSTEM LOVE 7.5.5

### ゲームプロデュース
- サイレントヒル3
- サイレントヒル4
- 大人力検定
- 大人の女力検定
- どこでもヨガ
- どこでもピラティス

### 映画・ドラマ
- サイレントヒル(映画)
- 名探偵の掟
- サイレントヒル リベレーション3D
- 東京トイボックス
- 大東京トイボックス

### アニメ
- サイバーパンク エッジランナーズ

### リミックス参加作品
- 輪郭 (Eternal Slumber Mix) (DIR EN GREY 28thシングル 「輪郭」)
- Sustain the untruth [REMIX] (DIR EN GREY 9thオリジナルアルバム 「ARCHE(完全生産限定盤、初回生産限定盤)」)